# جان کریس
جان کریس (به انگلیسی: John Kreese) یک شخصیت خیالی و هماورد اصلی مجموعه رسانه‌ای بچه کاراته‌کار است. که توسط مارتین کووا به تصویر کشیده شد، و در فیلم‌های بچه کاراته‌کار (۱۹۸۴)، بچه کاراته‌کار، قسمت دوم (۱۹۸۶) و بچه کاراته‌کار، قسمت سوم (۱۹۸۹) ظاهر می‌شود. او همچنین در دنباله مجموعه تلویزیونی کبرا کای ظاهر شد. او یک کهنه سرباز از جنگ ویتنام و یک مربی کاراته است که در کنار تری سیلور، باشگاه رزمی کبرا کای را تأسیس کرد. او ابتدا به عنوان مربی کاراته جانی لارنس فعالیت می‌کرد، قبل از اینکه تبدیل به دشمن اصلی او شود.
او به عنوان هماورد اصلی بچه کاراته‌کار (۱۹۸۴)، هماورد افتتاحیه بچه کاراته‌کار قسمت دوم (۱۹۸۶)، آنتاگونیست ثانویه بچه کاراته‌کار قسمت سوم (۱۹۸۹) و آنتاگونیست اصلی دنباله مجموعه تلویزیونی کبرا کای فعالیت می‌کند. به عنوان هماورد اصلی فصل ۲ و ۳، هماورد ثانویه فصل ۴ و ضدقهرمان اصلی فصل ۵ حضور دارد.

## زندگی‌نامه
جان کریس در ۲ اکتبر ۱۹۴۶ به دنیا آمد. وقتی جوان بود، نگران بود، زیرا پدرش او را ترک کرد و مادرش که از نظر روانی ناپایدار بود خودکشی کرد و توسط بچه‌های دیگر انتخاب شد. به همین دلیل، او اغلب به حال خود رها می‌شد و در نهایت به عنوان گارسون در یک رستوران در دره سان فرناندو شروع به کار کرد.
یک روز در سال ۱۹۶۵، دیوید، یک ستاره فوتبال کالج، دوست دخترش بتسی، و یکی دیگر از دوستان دیوید در همان رستوران ظاهر می‌شوند. پس از برقراری تماس چشمی با بتسی، کریس توسط دوست پسرش تنبیه شده و عذرخواهی می‌کند. در همات لحظه کریس بروشوری برای پیوستن به ارتش آمریکا پیدا می‌کند. بعداً وقتی کریس در حال بیرون آوردن زباله‌ها است، شاهد ضربه زدن دیوید به دوست دخترش است. کریس مداخله می‌کند و باعث درگیری بین او، دیوید و دوست بازیکن فوتبال می‌شود. بتسی با کریس که به زودی در ارتش ایالات متحده نام‌نویسی می‌کند، رابطه عاشقانه‌ای را آغاز می‌کند.
در طول جنگ ویتنام در سال ۱۹۶۸، کریس توسط کاپیتان جورج ترنر برای تشکیل یک تیم نیروهای ویژه که مأموریت‌های اقدام مستقیم را در ویتنام شمالی انجام می‌دهند، انتخاب می‌شود. سپس کریس از کاپیتان آموزش دید. هنرهای رزمی مختلف - از جمله تانگ سو دو (یک هنر رزمی کره‌ای). تری سیلور جوان با نام مستعار توئیگ و مردی خودخواه با موهای دم اسبی به او پیوستند. با این حال، در طول مأموریت منفجر کردن یک دژ ویتنام شمالی، صدای رادیو سیلور با صدای بلند می‌ترسد، اما از سر دلسوزی، کریس از منفجر کردن مواد منفجره امتناع می‌کند، زیرا آنها می‌توانند دم اسبی، سربازی که آنها را کاشته بودند، بکشند. در نتیجه، هر سربازی در جوخه کریس توسط سربازان ویتنام شمالی اسیر می‌شود که دم اسبی را اعدام می‌کنند. کاپیتان ترنر کریس را به خاطر تردید سرزنش می‌کند و به تنبیه او ادامه می‌دهد. سربازان آمریکایی باقیمانده تا سال ۱۹۶۹ در اسارت هستند، تا زمانی که برای بقا مجبور به شرکت در مسابقات مرگ انفرادی در بالای میدان کبرا و گودال مارهای سمی می‌شوند. در یک نقطه، سیلور توسط ویتنامی‌ها برای مبارزه با کاپیتان ترنر انتخاب می‌شود. کریس با دانستن اینکه سیلور تقریباً به‌طور قطع در مبارزه شکست خواهد خورد، داوطلب می‌شود تا به جای آن با ترنر مبارزه کند.
قبل از شرکت در مسابقه، ترنر سعی می‌کند روحیه کریس را تضعیف کند و به این ترتیب با فاش کردن اینکه بتسی در یک تصادف رانندگی مرده‌است و حقیقت را از او پنهان کرده تا تمرکز خود را حفظ کند، یک پیروزی آسان به دست آورد و باعث می‌شود کریس ویران شود. هنگامی که مبارزه شروع می‌شود، ترنر به راحتی کریس را به کف پلی که روی گودال مار معلق است می‌زند. ترنر به خاطر ناتوانی‌اش در «دفع انسانیت» کریس را به صورت لفظی مورد آزار قرار می‌دهد و می‌خواهد او را به داخل گودال بیندازد، اما کریس با ضربه زدن به پای ترنر با یک تکه بامبو شکسته از مرگ قریب‌الوقوع او جلوگیری می‌کند. کریس ترنر را با لگد از روی پل خارج می‌کند، اما ترنر موفق می‌شود لبه را نگه دارد. قبل از اینکه کریس قصد دارد ترنر را به قتل برساند، یک حمله هوایی ایالات متحده سربازان تماشاگر ویتنام شمالی را خنثی می‌کند، ترنر به کریس دستور می‌دهد تا او را بلند کند، اما کریس در عوض او را از روی پل پرت می‌کند و باعث می‌شود ترنر در کبرا به شهادت برسد. و گودال مار سمی پس از آن، کریس، سیلور و دیگر سربازان اسیر توسط نیروهای آمریکایی نجات می‌یابند، جایی که سیلور به کریس قول می‌دهد که همیشه به او کمک کند. پس از فرار از اسارت ویتنام شمالی، کریس به نیروهای ویژه ارتش ایالات متحده پیوست و یک کمیسیون میدانی به دست آورد. او به درجه سروانی رسید و در گروه ۵ نیروی ویژه خدمت کرد. زمانی که کریس به گروه ۵ منصوب شد، عنوان قهرمان کاراته ارتش ایالات متحده را که از سال ۱۹۷۰ تا ۱۹۷۲ در اختیار داشت، به دست آورد. معلم تانگ سو دو ترنر، در کره جنوبی قبل از بازگشت به خانه از جنگ ویتنام. پس از دوران نظامی خود، کریس به دره بازگشت و دوجوی کبرا کای را تشکیل داد که نام آن به خاطر گودال مارهایی که ترنر را در آن کشت، در سال ۱۹۷۵ به همراه سیلور برای آموزش بچه‌های محلی در تانگ سو دو با برچسب قابل فروش تر «کاراته» نامگذاری کرد. با این حال، سیلور به اصرار پدرش مجبور شد به اداره تجارت خانواده‌اش کمک کند و پدرش او را تهدید به حذف ارث خانوادگی کرد. اگرچه او کبرا کای را به کریس واگذار کرد، اما سیلور به حمایت مالی ادامه داد و قول داد که روزی به اداره دوجو کمک کند. در سال ۱۹۸۰، سیلور به‌طور کامل کبرا کای را خریداری کرد و پیشنهاد داد که دوجو در یک تورنمنت جهانی به نام سکای تایکای شرکت کند. کریس این پیشنهاد را رد کرد، به این امید که روی شاگردانش، به ویژه جانی لارنس، که شاگرد برتر او شود، تمرکز کند. در طول این مدت، کریس به‌طور فزاینده‌ای بی‌رحم و سنگدل شد.